# The Lord of the Rings: Return to Moria
The Lord of the Rings: Return to Moria ist ein am 24. Oktober 2023 erschienenes Survival-Crafting-Computerspiel von Entwickler Free Range Games und Publisher North Beach Games. Der Titel spielt im Vierten Zeitalter der fiktiven Welt Mittelerde von J. R. R. Tolkien, nach den Ereignissen von Der Herr der Ringe und folgt einer Gruppe von Zwergen unter der Führung des Charakters Gimli, die versuchen, ihre Heimat Moria zurückzuerobern und das lange verlorene alte Königreich Khazad-dûm wiederaufzubauen.

## Spielprinzip
The Lord of the Rings: Return to Moria ist ein Survival-Crafting-Spiel mit prozedural generierten Umgebungen in Form der Minen von Moria, von denen viele völlig dunkel sind. Die Spieler müssen Ressourcen wie Eisen, Gold, Quarz, Edelsteine und Mithril von drei Bergen abbauen und Werkzeuge, Waffen, Rüstungen, Strukturen und Ressourcen herstellen. Um zu überleben, müssen die Spieler jagen und Nahrung ernten, ihren Schlaf, ihre Temperatur, ihren Willen und ihren Geräuschpegel kontrollieren und Orkhorden, Höhlentrolle und andere Kreaturen bekämpfen, die in dunklen Gebieten leben. Die Spieler können auch Stützpunkte errichten, verschiedene uralte Gegenstände finden, darunter Schwerter, die blau leuchten, wenn Orks in der Nähe sind, Karten, Handwerkspläne und magische Amulette, alte Minen bergen und Schmieden und Hallen wieder aufbauen. Sie treffen auch auf verschiedene Wege, die mit Runen versperrt sind. Das Spiel befasst sich auch mit der Geschichte der Zwerge, den verschiedenen Zwergenklans und den Auswirkungen von Saurons Tod auf die Orks und wurde als postapokalyptisch beschrieben.
Die Zwerge lassen sich in einem eigenen Interface zur Charaktererstellung umfassend anpassen.
Neben dem Einzelspielermodus kann ein Spieler auch „sein eigenes Moria“ hosten, so dass bis zu acht Spieler an einem kooperativen Online-Mehrspielermodus teilnehmen können.

## Entwicklung
Das Spiel wird von Middle-earth Enterprises lizenziert. Der Entwickler, das kalifornische Unternehmen Free Range Games, ließ sich von den Spielen 7 Days to Die, Stranded Deep, Subnautica, Valheim und The Forest inspirieren.
Das Team recherchierte ausgiebig, hielt interne Buchklubs ab und beriet sich mit den Tolkien-Experten Corey Olsen, T. S: Luikart und David Salo, die auch neue Khuzdul-Sätze entwickelten. Zunächst stellten sie ein kleines Team ausdrucksstarker Konzeptkünstler unter der Leitung von Art Director Bradley Fulton zusammen, um 2D-Konzeptgrafiken zu erstellen. Game Director Jon-Paul Dumont sagte, dass mit dem Spiel „die geerdete, reale Welt von Mittelerde nachgebildet“ werden soll und dass sie „diese beiden Ideen kombiniert haben: ausdrucksstarke Charakterdesigns mit realistischen Materialien, Beleuchtung und Animation, um eine Welt zu erschaffen, die sich real anfühlt und von Charakteren voller Leben bewohnt wird.“ Der Soundtrack enthält Lieder, die von Tolkien geschrieben und inspiriert wurden.

## Veröffentlichung
The Lord of the Rings: Return to Moria wurde erstmals zusammen mit einem Trailer am 10. Juni 2022 auf dem Epic Games Summer Showcase 2022 vorgestellt. Es wurde zunächst exklusiv für Microsoft Windows im Epic Games Store veröffentlicht. Das Spiel sollte ursprünglich im Frühjahr 2023 erscheinen und wurde später auf den 24. Oktober 2023 verschoben. Laut Dumont ist eine Veröffentlichung für Konsolen und mobile Geräte geplant, aber noch ungewiss.